# Femmes dans la nuit
Ne pas confondre avec le film japonais Femmes de la nuit, également sorti en 1948.
Pour plus de détails, voir Fiche technique et Distribution.

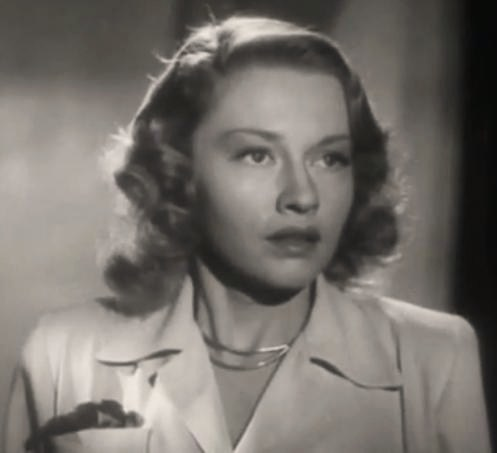
Virginia Christine

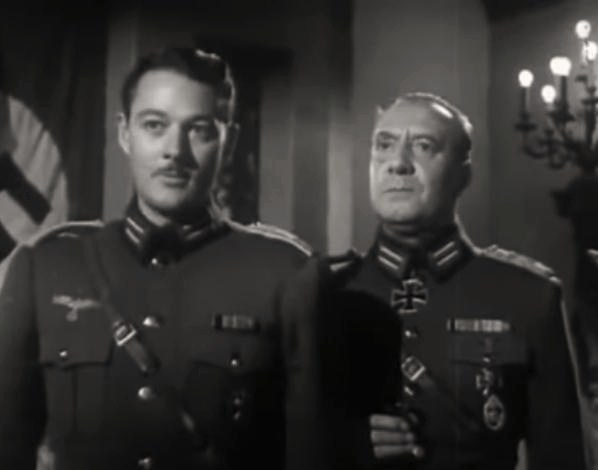
William Henry et Gordon Richards

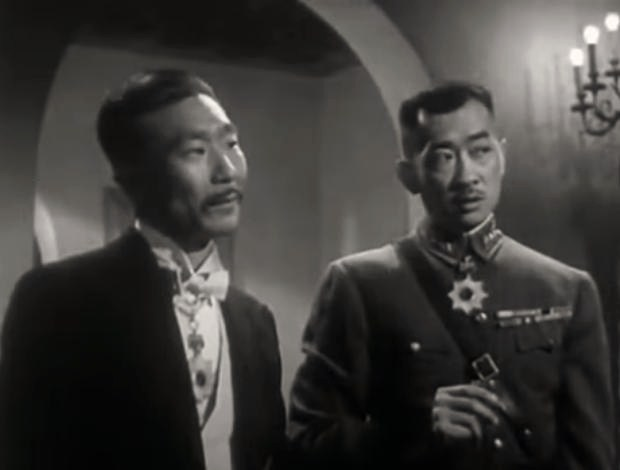
Philip Ahn et Richard Loo

Femmes dans la nuit (Women in the Night) est un film américain réalisé par William Rowland, sorti en 1948.

## Synopsis
Au Japon en août 1945, peu après les bombardements atomiques d'Hiroshima et Nagasaki et avant la capitulation japonaise, un groupe d'officiers nazis a rejoint Shanghai, bien que la guerre soit achevée en Europe. Le colonel Von Meyer qui commande ce groupe est sur le point de transmettre à un officier japonais, le colonel Noyama, les plans d'une arme secrète plus puissante que la bombe atomique. Au même moment, Von Meyer offre une soirée de divertissement dans un club allemand. Pour ce faire, il « recrute » des jeunes femmes d'origines diverses (dont la française Yvette Aubert et l'américaine Claire Adams) qu'il vient de faire arrêter à l'Université sous une accusation prétexte.

## Fiche technique
- Titre : Femmes dans la nuit
- Titre original : Women in the Night
- Titre original alternatif : When Men Are Beasts
- Réalisation : William Rowland
- Scénario : Ali Ipar, Robet St. Claire et Edwin V. Westrate, d'après une histoire originale de William Rowland, adaptée par Maude Emily Glass
- Musique (et direction musicale) : Raúl Lavista
- Photographie : José Ortiz Ramos et Eugen Schüfftan
- Direction artistique et décors de plateau : Eugen Schüfftan
- Montage : Dan Milner
- Producteurs : Louis K. Ansell et Joseph C. Ansell (associé)
- Société de production : Louis K. Ansell Prod.
- Société de distribution : Republic Pictures
- Genre : Drame[1] de guerre
- Noir et blanc - 98 min (version restaurée)
- Dates de sortie :
  - États-Unis : 2 janvier 1948
  - France : 27 septembre 1950

## Distribution
- Tala Birell : Yvette Aubert
- William Henry : Major Von Arnheim
- Richard Loo : Colonel Noyama
- Virginia Christine : Claire Adams
- Bernadine Hayes : Frau Thaler
- Gordon Richards : Colonel Von Meyer
- Frances Chung : Li Ling
- Jean Brooks : Maya
- Kathy Frye : Helen James
- Helen Mowery : Shiela Hallett
- Benson Fong : Chang
- Helen Brown : Mme Angela James
- Frederick Giermann : Major Eisel
- Philip Ahn : Professeur Kunioshi
- Arno Frey : Field Marshall Von Runzel
- Beal Wong : Général Mitikoya
- Iris Flores : Maria Gonzalez
- Frederic Brunn : Lieutenant Kraus
- Harry Hays Morgan : Général Hundman
- Paula Allen : Infirmière
- Joy Gwynell : Jeune femme suicidaire
- William Yetter Sr. : Officier allemand
- Noel Cravat : Officier japonais
- Paul Ander : Médecin allemand